# Frankie Manning
Frankie Manning (Jacksonville, 26 de mayo de 1914 - Nueva York, 27 de abril de 2009) fue un bailarín, profesor y coreógrafo estadounidense. Es considerado como uno de los fundadores del lindy-hop.

## Biografía
Manning se muda a Harlem a los tres años con su madre. Cuando era adolescente, comenzó a bailar en las mejores salas de Harlem como Savoy Ballroom. En 1934 comenzó a bailar con los Whitey’s Lindy Hoppers, un grupo creado por Herbert "Whitey" White que convirtió ese baile en un fenómeno nacional. Como coreógrafo, aportó innovaciones como los pasos aéreos. Manning viajó por el mundo y actuó con Count Basie, Duke Ellington, Ella Fitzgerald o Billie Holiday. El grupo tuvo fama internacional aunque a menudo tuvieron que luchar contra los prejuicios raciales y les prohibieron dormir en los hoteles donde tocaban o comer en restaurantes donde actuaban. Manning apareció en el musical The hot mikado (1939) y en películas como Radio city revels (1938) y Hellzapoppin’ (1941).
Frankie dejó de bailar durante unos años para servir en Nueva Guinea, Filipinas y Japón durante la Segunda Guerra Mundial. En la década de los 50, cuando el lindy-hop dejó de tener éxito, Frankie se puso a trabajar en una oficina de correos, donde trabajó durante treinta años. A finales de los 80 el swing volvió a ponerse de moda y Manning también. Fue uno de los coreógrafos de Black and Blue, trabajo con el que ganó un Tony. También coreografió la película de Spike Lee Malcolm X.

## Miscelánea
- Frankie Manning: Never Stop Swinging es un documental producido y dirigido por Julie Cohen donde se explica en media hora la vida del bailarín.[2][4]
- Manning escribió junto con Cynthia R. Millman, una autobiografía: Frankie Manning: Ambassador of Lindy Hop (Temple University Press, 2007).

## Enlaes externos
- Esta obra contiene una traducción  derivada de «Frankie Manning» de Wikipedia en catalán, publicada por sus editores bajo la Licencia de documentación libre de GNU y la Licencia Creative Commons Atribución-CompartirIgual 4.0 Internacional.

- Datos: Q1445086
- Multimedia: Frankie Manning / Q1445086